# Ángel Casero

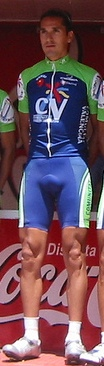
Ángel Luis Casero bei der Euskal Bizikleta 2005

Ángel Luis Casero Moreno (* 27. September 1972 in Albalat dels Tarongers, Provinz Valencia) ist ein ehemaliger spanischer Radrennfahrer.

## Karriere
Ángel Casero wurde 1994 Profi beim spanischen Radsportteam Banesto. Der größte Erfolg seiner Karriere war der Gewinn der Vuelta a España 2001. Er bestritt die Vuelta a España insgesamt zehnmal und konnte sich 2000 als Zweiter und 2002 als Sechster platzieren. Bei der Tour de France wurde er 1999 Fünfter. Die Titel bei den spanischen Straßenmeisterschaften 1998 und 1999 waren seine besten Ergebnisse bei den Eintagesrennen. 
Nach Ablauf der Saison 2005 beendete Casero seine Karriere. Im Jahr 2006 wurde bekannt, dass der Name Casero im Rahmen der Ermittlungen wegen des Dopingskandal Fuentes durch die Guardia Civil als einer der Kunden des Beschuldigten Eufemiano Fuentes identifiziert wurde.
Im Jahr 2015 unternahm Ángel Casero mit seinem Bruder Rafael, ebenfalls ein ehemaliger Radrennfahrer, mithilfe von Sponsorenzusagen einen erneuten Versuch die Valencia-Rundfahrt wieder zu beleben. Das Rennen wurde in Kategorie 2.1 der UCI Europe Tour 2016 für Februar 2016 eingetragen.

## Teams
- 1993 Banesto (Stagiaire)
- 1994–1997 Banesto
- 1998–1999 Vitalicio Seguros-Grupo Generali
- 2000–2001 Festina
- 2002–2003 Team Coast / Team Bianchi
- 2005 Comunidad Valenciana

## Erfolge
1994
- Tour de l’Avenir

1997
- Vuelta a Castilla y León und eine Etappe

1998
- Spanische Straßenmeisterschaft

1999
- Spanische Straßenmeisterschaft
- Prolog Katalonien-Rundfahrt

2001
- Vuelta a España

## Platzierungen bei den Grand Tours
| Grand Tour            | 1995 | 1996 | 1997 | 1998 | 1999 | 2000 | 2001 | 2002 | 2003 | 2004 | 2005 |
| --------------------- | ---- | ---- | ---- | ---- | ---- | ---- | ---- | ---- | ---- | ---- | ---- |
| Giro d’ItaliaGiro     | –    | –    | –    | –    | –    | –    | –    | –    | –    | –    | –    |
| Tour de FranceTour    | –    | –    | 29   | DNF  | 5    | DNF  | DNF  | –    | 57   | –    | –    |
| Vuelta a EspañaVuelta | 13   | 24   | DNF  | DNF  | DNF  | 2    | 1    | 6    | DNF  | –    | DNF  |